# Krzysztof Cwalina
Krzysztof Cwalina (* 5. Februar 1971 in Breslau) ist ein ehemaliger polnischer Schwimmer. Er gewann eine Goldmedaille bei Europameisterschaften auf der 25-Meter-Bahn.

## Sportliche Karriere
Krzysztof Cwalina schwamm für AZS AWF Wrocław, den Sportklub der Sporthochschule Breslau.
1992 bei den Olympischen Spielen in Barcelona schwamm die polnische 4-mal-200-Meter-Freistilstaffel mit Mariusz Podkościelny, Artur Wojdat, Piotr Albiński und Krzysztof Cwalina die 13. Vorlaufzeit. Bei seinen beiden Einzelstarts über 50 Meter Freistil und über 100 Meter Freistil schied Cwalina im Vorlauf aus.
1993 bei der Universiade in Buffalo gewann über 50 Meter Freistil der Franzose Stéphan Caron vor dem Deutschen Robert Pufleb. 0,05 Sekunden hinter Pufleb schlugen Eric Hansen und Krzysztof Cwalina zeitgleich an und erhielten beide eine Bronzemedaille. Ende 1993 bei den Kurzbahnweltmeisterschaften in Palma de Mallorca belegte Cwalina den sechsten Platz über 50 Meter Freistil.
Im September 1994 bei den Weltmeisterschaften in Rom erreichte Cwalina den siebten Platz über 50 Meter Freistil. Im Dezember 1994 gewann Cwalina bei den Sprinteuropameisterschaften in Stavanger den Titel über 50 Meter Freistil mit einer halben Sekunde Vorsprung vor dem Schweden Joakim Holmquist.
Cwalina arbeitete nach seiner Sportlaufbahn als Informatiker bei Microsoft.